# Тауруп Первый
Тауруп Первый — хутор в Кущёвском районе Краснодарского края.
Входит в состав Среднечубуркского сельского поселения.

## География
Расположен в северной части Приазово-Кубанской равнины.

### Улицы
- ул. Комсомольская,
- ул. Космонавтов.

## История
Kолония заселена в 1878 году латышами, вышедшими из Лифляндии, из деревни Таурупe (ныне Таурупская волость, Огрский край, Латвия).

## Население
| 2002 | 2010 |
| ---- | ---- |
| 232  | ↘206 |